# Glyptothorax cous
Glyptothorax cous es una especie de peces de la familia Sisoridae en el orden de los Siluriformes.

## Distribución geográfica
Se encuentran en las cuencas de los ríos Tigris y Éufrates.